# Juan Almeida Bosque
Juan Almeida Bosque (17 tháng 2 năm 1927 – 11 tháng 9 năm 2009) là một nhà chính trị Cuba và là một trong những chỉ huy ban đầu của lực lượng nổi dậy trong cuộc Cách mạng Cuba. Sau khi quân nổi dậy nắm quyền vào năm 1959, ông là một nhân vật nổi bật trong Đảng Cộng sản Cuba. Vào thời điểm ông qua đời, ông là Phó Chủ tịch Hội đồng Nhà nước Cuba và là thành viên quyền lực thứ ba của Cuba. Ông đã nhận được nhiều danh hiệu, giải thưởng quốc gia và quốc tế, trong đó có danh hiệu "Anh hùng của nước Cộng hòa Cuba" và huân chương Máximo Gómez.
Almeida sinh ra ở La Habana. Ông bỏ học ở tuổi mười một và trở thành một thợ nề. Trong khi học luật tại Đại học La Habana vào năm 1952, ông trở thành người bạn thân thiết với nhà cách mạng Fidel Castro và tháng 3 năm đó tham gia phong trào chống Batista. Năm 1953 ông tham gia nhóm Fidel và người em trai Raul Castro trong cuộc tấn công vào doanh trại Moncada ở Santiago. Ông bị bắt và bị cầm tù với anh em nhà Castro ở nhà từ Isla de la Juventud. Trong ân xá ngày 15 tháng năm 1955, ông được thả ra và chuyển đến Mexico.
Almeida trở lại Cuba với anh em nhà Castro, Che Guevara và 78 nhà cách mạng khác trong cuộc viễn chinh Granma và là một trong 12 người sống sót sau đợt đổ bộ ban đầu. Almeida thường được cho là đã la lớn: "Không ai ở đây từ bỏ!" (có ghi chép khác cho rằng "ở đây, không ai đầu hàng") với Guevara, mà sau này đã trở thành một khẩu hiệu của cuộc cách mạng Cuba, mặc dù những từ đã thực sự nói của Camilo Cienfuegos. Almeida cũng nổi tiếng là một tay thiện xạ tốt. Sau khi đổ bộ, Almeida tiếp tục chiến đấu lực lượng chính phủ Fulgencio Batista trong cuộc chiến tranh du kích ở dãy núi Sierra Maestra. Năm 1958, ông được thăng chỉ huy và người đứng đầu trụ cột Santiago của quân đội cách mạng. Trong cuộc cách mạng, là một người đàn ông da đen trong một vị trí nổi bật, ông phục vụ như là một biểu tượng của người Cuba gốc Phi trong cuộc nổi dậy chống quá khư phân biệt đối xử của Cuba.